# La Trilogía de las Barcas

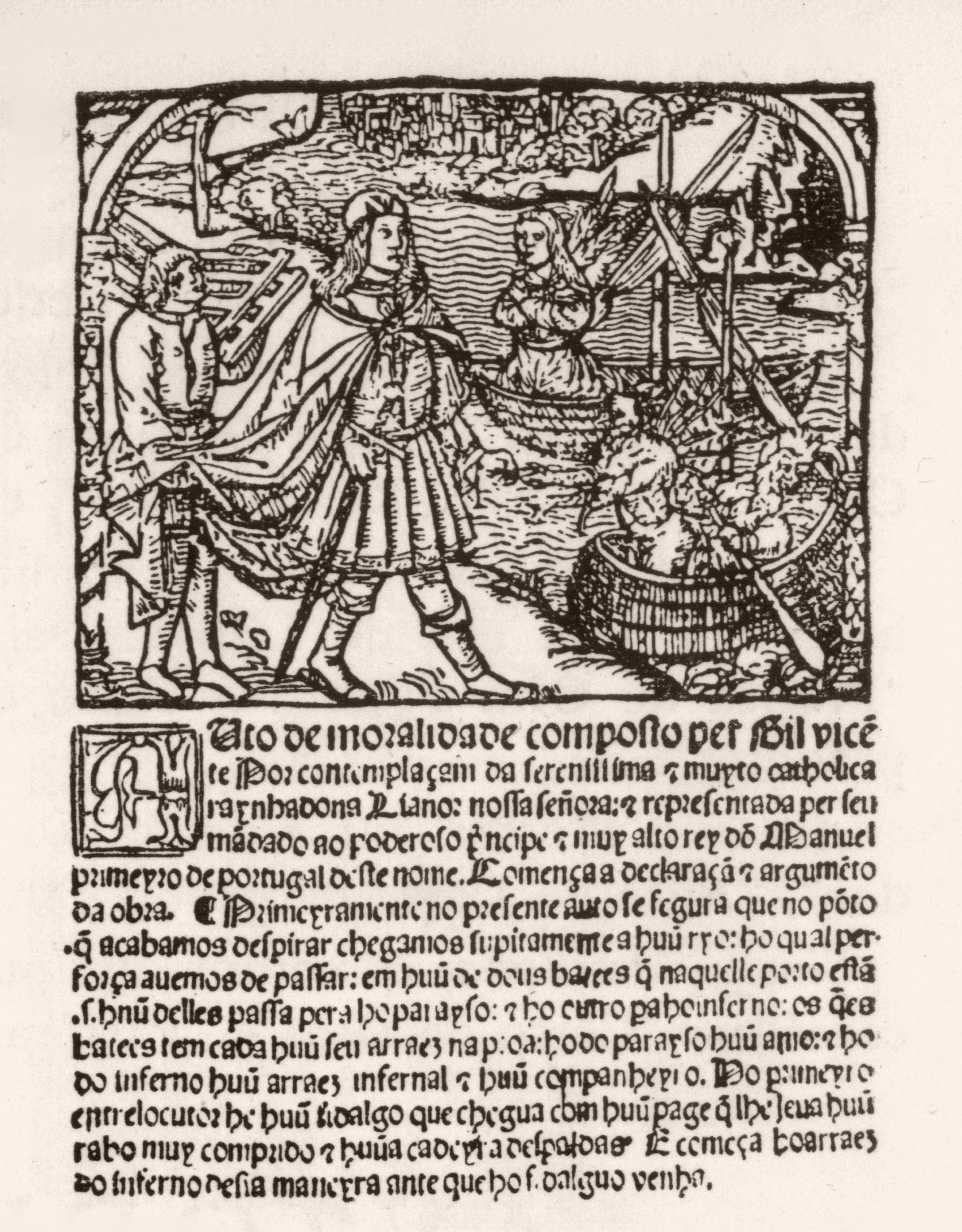
Frontispiece of the Auto da Moralidade, or Gil Vicente's "Auto da Barca do Inferno".

A Trilogia das Barcas (La trilogía de las barcas) es una serie de obras de teatro alegóricas de un acto escrita por el dramaturgo y poeta portugués Gil Vicente.

## Las tres obras
- Auto da Barca do Inferno o Auto da Moralidade (1516).
- Auto da Barca do Purgatório (1518).
- Auto da Barca da Glória (1519).